# Bataille des Éparges
Première Guerre mondiale
Batailles
Front d'Europe de l’Ouest
- Liège (8-1914)
- Namur (8-1914)
- Frontières (8-1914)
- Anvers (9-1914)
- Grande Retraite (9-1914)
- Marne (9-1914)
- Course à la mer (9-1914)
- Yser (10-1914)
- Messines (10-1914)
- Ypres (10-1914)
- Givenchy (12-1914)
- 1re Champagne (12-1914)
- Hartmannswillerkopf (1-1915)
- Neuve-Chapelle (3-1915)
- 2e Ypres (4-1915)
- Colline 60 (4-1915)
- Artois (5-1915)
- Festubert (5-1915)
- Quennevières (6-1915)
- Linge (7-1915)
- 2e Artois (9-1915)
- 2e Champagne (9-1915)
- Loos (9-1915)
- Verdun (2-1916)
- Redoute Hohenzollern (3-1916)
- Hulluch (4-1916)
- 1re Somme (7-1916)
- Fromelles (7-1916)
- Arras (4-1917)
- Vimy (4-1917)
- Chemin des Dames (4-1917)
- 3e Champagne (4-1917)
- 2e Messines (6-1917)
- Passchendaele (7-1917)
- Cote 70 (8-1917)
- 2e Verdun (8-1917)
- Malmaison (10-1917)
- Cambrai (11-1917)
- Bombardements de Paris (1-1918)
- Offensive du Printemps (3-1918)
- Lys (4-1918)
- Aisne (5-1918)
- Bois Belleau (6-1918)
- 2e Marne (7-1918)
- 4e Champagne (7-1918)
- Château-Thierry (7-1918)
- Le Hamel (7-1918)
- Amiens (8-1918)
- Cent-Jours (8-1918)
- 2e Somme (9-1918)
- Bataille de la ligne Hindenburg
- Meuse-Argonne (10-1918)
- Cambrai (10-1918)

Front italien
Front d'Europe de l’Est
Front des Balkans
Front du Moyen-Orient
Front africain
Bataille de l'Atlantique
La bataille des Éparges, ou bataille de Combres pour les Allemands, est une série de combats pour la maîtrise de la crête des Éparges opposant la 12e division d'infanterie de la 1re Armée française à la 33e division d'infanterie allemande du 17 février au 5 avril 1915 au cours de la Première Guerre mondiale.
Ces combats se sont déroulés dans des conditions extrêmement difficiles, sous la pluie, la neige, dans la boue. L'infanterie des deux camps a dû rester pendant de longues semaines sous les coups de l'artillerie. L'armée française tente au cours de plusieurs assauts de conquérir la crête, après des pertes très lourdes des deux côtés, les Français arrivent à prendre pied sur la crête sans pouvoir en déloger totalement les Allemands.
Cette bataille est l'une des premières à présenter de nombreuses caractéristiques qui se révéleront classiques de la Première guerre mondiale : une durée de plusieurs semaines, des séries d'attaques et contre-attaques avec de nombreuses pertes pour des gains territoriaux faibles voire nuls. Elle annonce les batailles de Verdun et de la Somme.

## Contexte
En septembre 1914 pendant la bataille de la Marne, les troupes allemandes tentent de tourner la position fortifiée de Verdun en l'attaquant depuis la plaine de Woëvre. Les Allemands réussissent à créer un saillant à Saint-Mihiel et bloquent la voie ferrée reliant Verdun à Commercy.
 En vue de la réduction de ce saillant, les généraux Dubail puis Roques, commandants de la 1re Armée française, décident de l'attaque et de la prise de la crête des Éparges. La prise de cette hauteur permettrait ainsi d'obtenir un observatoire pour l'artillerie française sur la plaine de Woëvre afin de perturber les mouvements de troupes allemandes.

## Description du champ de bataille
La butte des Éparges est une hauteur des Hauts de Meuse haute de 345 mètres, longue de 1 100 mètres et large d'environ 700 mètres. Elle est située sur la face nord du saillant allemand de Saint-Mihiel, cette hauteur s'avance dans la plaine de Woëvre ce qui en fait un observatoire idéal pour l'artillerie française.

La crête s'étend d'est en ouest avec les Allemands au sud. Les troupes françaises ont face à elles plusieurs secteurs défensifs. Le plus proche des lignes françaises est appelé le point A ou le doigt, puis sur la ligne de crête, d'autres secteurs défensifs sont présents, notamment le point C situé au milieu de la crête et le point X situé le plus à l'est qui domine la plaine.

## La bataille
La conquête de la crête est confiée à la 12e division d'infanterie du général Paulinier. De novembre 1914 à janvier 1915, les troupes françaises s'approchent des lignes allemandes par les conquêtes successives des villages des Éparges et de Saint-Remy. Des sapes sont construites par les troupes du génie.

### Les combats du mois de février
Le 17 février 1915, le combat pour la prise de la crête des Éparges débute par l'explosion simultanée de quatre mines sous les lignes allemandes, suivi d'un violent bombardement d'une heure. À 15 h, le 2e bataillon du 106e régiment d'infanterie soutenu par un autre bataillon du même régiment et flanqué à gauche de deux bataillons du 132e régiment d'infanterie part à l'assaut de la crête et la conquiert. Durant la nuit, l'artillerie allemande bombarde régulièrement les positions françaises. L'intensité du bombardement s'accroît jusqu'à la contre-attaque allemande déclenchée à 8 h le 18 février qui repousse les troupes françaises sur leur ligne de départ.
À 15 h, un nouvel assaut français composé du 3e bataillon du 106e R.I. renforcé de compagnies du 2e bataillon du même régiment et du 132e R.I. reprend les tranchées allemandes. Malgré les nombreuses tentatives de contre-attaques allemandes le 19 février, les tranchées conquises restent aux mains des troupes françaises.
Le 20 février un nouvel assaut français est lancé, composé d'un bataillon du 106e R.I. à gauche (vers le point X), un bataillon du 67e R.I. et d'un bataillon du 132e R.I. La crête est dépassée, mais devant l'arrivée et l'action de renforts allemands, les troupes françaises sont à nouveau repoussées avec de lourdes pertes.
À la fin des combats du mois du février, les Français se maintiennent dans la partie des défenses allemandes les plus proches des tranchées de départ, appelé le point A ou le doigt.

### Les combats du mois de mars

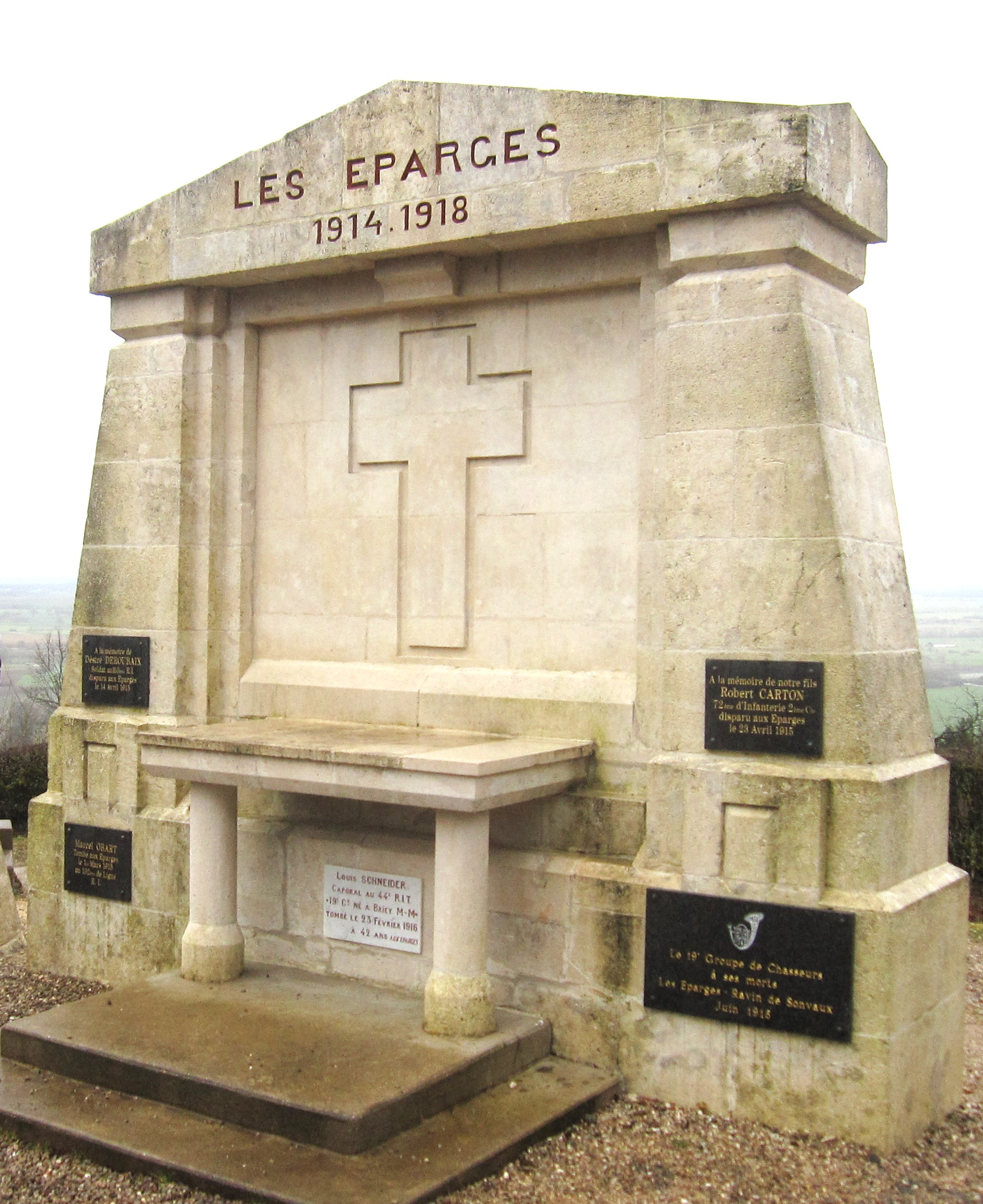
Monument au point X au sommet de la côte des Éparges.

Les résultats obtenus lors des combats du mois de février sont très limités. Après plusieurs jours nécessaires à la remise en état défensif des tranchées, un nouvel assaut de la 12e division d'infanterie, pour le 17 mars, est ordonné par le général Herr, commandant du 6e Corps d'armée. Plus de 100 canons sont impliqués dans la préparation d'artillerie de 45 minutes. Les troupes d'assaut sont les 1er et 2e bataillons du 132e R.I., le 3e bataillon est en appui du 1er. Les réserves sont formées par six compagnies du 54e R.I. À 16 h, les troupes françaises déclenchent leur attaque et abordent le secteur défensif appelé point C, objectif principal de l'assaut, mais ne peuvent investir la zone. Cet assaut permet juste la capture de 350 mètres de tranchées, le point X étant situé à 100 mètres des nouvelles lignes françaises.
Le général Herr ordonne l'exécution d'une nouvelle attaque par la 12e D.I. renforcée d'un bataillon de chasseurs, le 27 mars qui malgré les moyens employés ne donne aucun résultat.

### Les combats du mois d'avril
Du 5 au 9 avril 1915, une nouvelle série d'attaques est lancée sur la crête des Éparges pendant l'offensive française dans la plaine de Woëvre. La 12e D.I. est à nouveau engagée pour prendre la crête. Le 106e R.I. doit prendre le point C au milieu de la crête tandis que le 132e R.I. doit attaquer la partie est de la crête et prendre le point X.

À 16 h, après une préparation de 30 minutes, l'attaque est déclenchée. Le 106e R.I. réussit à atteindre et prendre ses objectifs, le 132e R.I. est bloqué par la violence du feu allemand. Des sections françaises sont contraintes de rompre le combat, la boue ayant rendu hors service leurs armes.
Le 6 avril, le 67e R.I. attaque à son tour appuyé par un bataillon du 132e R.I., mais l'attaque est stoppée par les mitrailleuses allemandes. Dans la journée les Allemands contre-attaquent et reprennent l'intégralité du terrain perdu le 5 avril lors de combats au corps à corps. À partir de 15 h, l'artillerie française établit un barrage. Une attaque générale des troupes françaises permet de reprendre le point C, mais est toujours bloquée à l'extrême est de la butte des Éparges au niveau du point X.
Le 7 avril, quatre bataillons allemands attaquent les 106e R.I. et 132e R.I. Ces deux régiments ne sont pas soutenus par l'artillerie française et doivent abandonner le terrain conquis la veille. Dans l'après midi, l'avance allemande est contenue, mais les contre-attaques françaises échouent.
Le 8 avril, le 8e R.I. est envoyé en renfort de la 12e D.I. Ce régiment participe à plusieurs attaques nocturnes qui sont immédiatement enrayées par les Allemands qui repoussent tous ces assauts.
Le 9 avril, la ligne de crête est pilonnée par l'artillerie française, et le 106e R.I. et le 25e Bataillon de chasseurs alpins, soutenus par le 132e R.I., prennent définitivement le point C et la ligne de crête. Le 8e R.I. attaque le point X, mais après des combats très violents les Allemands restent en possession de celui-ci et du versant sud de la butte.
À tous ces combats meurtriers a pris part le 166e RI.

## Historique
- 20 septembre 1914 – 5 avril 1915 : retrait du front et mouvement, par Moranville, vers Mouilly et Rupt-en-Woëvre.

### 1914
- 21 septembre : la 12e DI tient le front dans la région de Braquis, face à Étain, lorsqu’elle est appelée, d’urgence sur la tranchée de Calonne, pour arrêter l’offensive ennemi, en marche sur Saint-Mihiel et les Hauts de Meuse.
- 22 septembre : arrivée à Rupt en Woêvre. Combats de Mouilly, de la tranchée de Calonne, de Saint-Remy-la-Calonne, sur la position des Éparges, en avant de la tranchée de Calonne. Puis stabilisation du front et occupation d'un secteur vers le bois Loclont et Trésauvaux.
- 26 décembre : attaques françaises vers la tranchée de Calonne.

### 1915

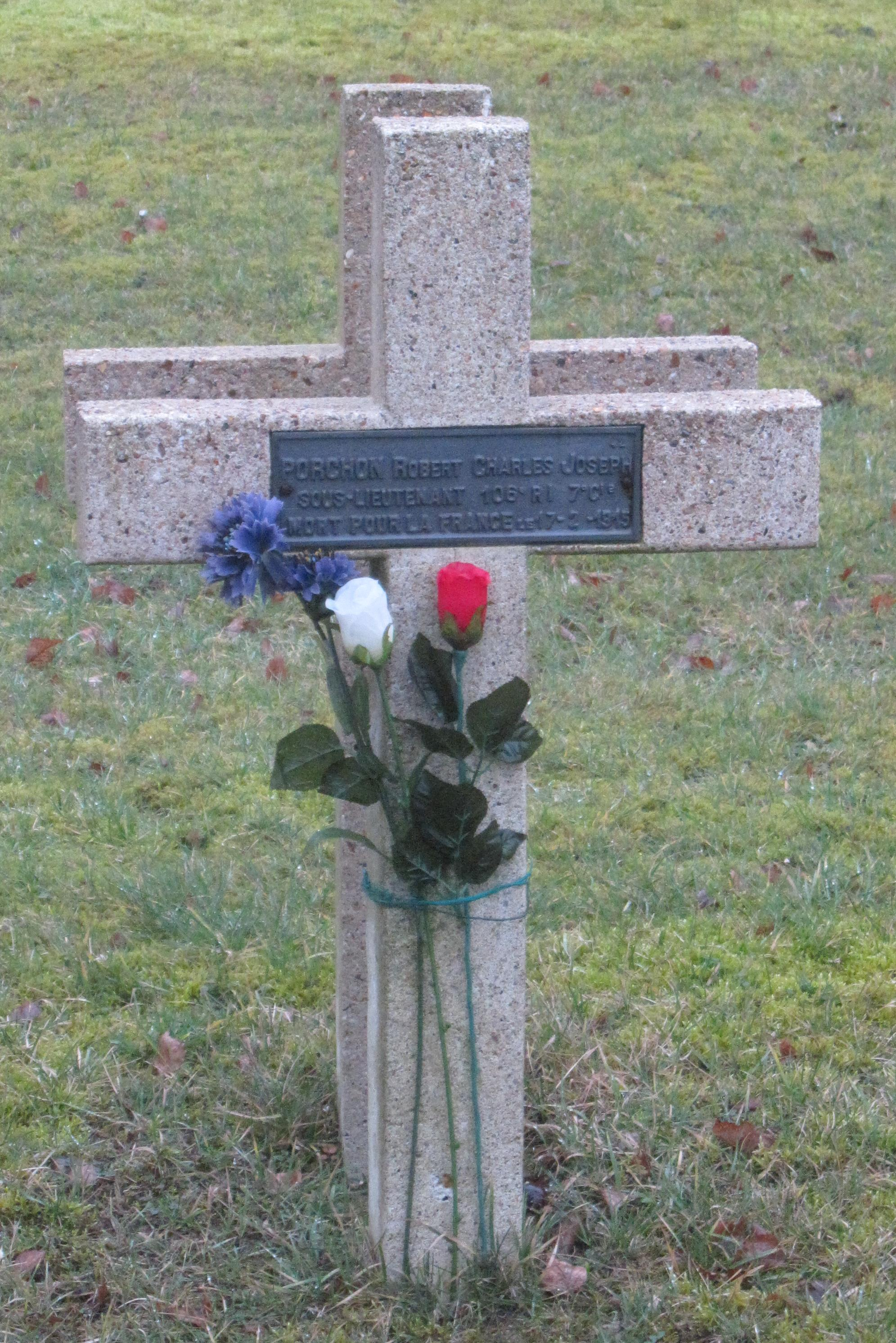
Tombe du lieutenant Porchon.

- 17 – 21 février 1915 : violents combats aux Éparges.

Le 20 février 1915, après trois jours infernaux sur le piton des Éparges, Robert Porchon est blessé légèrement au front et est tué par un obus en redescendant au poste de secours. Il est inhumé au cimetière militaire de Mont-sous-les-Côtes au milieu de ses camarades du 106e. Sa tombe est entretenue par la famille Auboin (Les Aubry, dans l'ouvrage). Genevoix viendra s'y recueillir dès qu'il le pourra.
Le lendemain, c'est le député-maire des Bouches-du-Rhône Frédéric Chevillon (36 ans) qui meurt au combat (son corps ne sera pas identifié), après avoir crié lors de l'assaut « Vous allez voir comment on meurt dans le 15e corps ».
Les 18, 19 et 27 mars, nouveaux combats aux Éparges.
- Attaques des 18, 19 et 20 mars[5].Monument aux morts de la 12e DI, au point C, crête des Éparges.

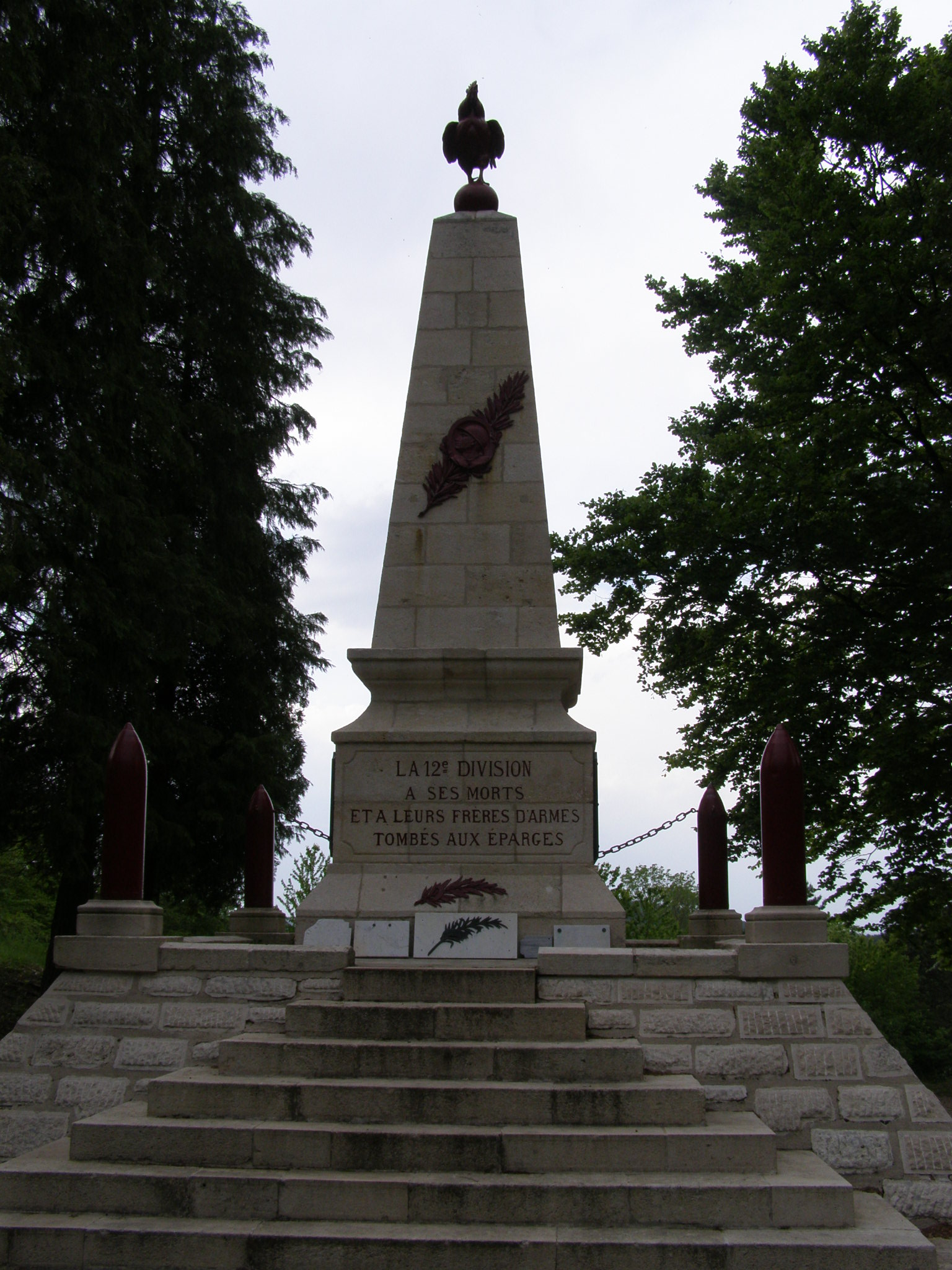
Monument aux morts de la 12e DI, au point C, crête des Éparges.

Elles étaient initialement prévues les 10 et 11 mars, mais ont été reportées afin de coordonner une attaque conjointe avec la DI de marche de Verdun. Début des travaux : 25 février, compagnies du Génie 6/4, 6/4bis, 4/13 et 14/15, renforcées à partir du 16 mars par les compagnies 6/1 et 6/1 bis. Explosions des mines : néant.
L'attaque est encore confiée à la 12e Division. Celle-ci doit enlever deux bastions à l'est et à l'ouest, réunis par une courtine : dans la courtine et dans le bastion est, deux lignes de feu sont superposées, et trois lignes de feu dans le bastion ouest. Ces lignes sont munies d'abris souterrains à l'épreuve de l'artillerie. C'est une position formidable. En avant, les Français occupent à l'ouest une partie du mamelon conquise lors des dernières attaques ; à l'est, une parallèle à 50 mètres des positions allemandes.
- Composition organique :

Infanterie : la 12e DI est renforcée du 302e RI. Génie : compagnies 6/1 bis, 6/4, 6/4 bis, 4/13, 14/15. Artillerie : 46e RAC – deux groupes 31e RAC – un groupe.
- Ordre préparatoire 12e DI : « Ordre préparatoire du 6e C.A. Signé : Général Herr. Objectif : La 12e DI est chargée de l'attaque. Elle devra s'emparer de ce qui reste à l'ennemi de la position des Éparges et devra s'y installer face au sud. »

Articulation : effort principal : 24e brigade renforcée d'un bataillon du 302e RI, des cinq compagnies du Génie et appuyée par deux batteries du 46e RAC.
Objectif principal : mamelon C.
En tête : 132e RI.
Articulation : engagé en entier. 1re ligne : 1er bataillon à droite, 2e bataillon à gauche, 3e bataillon en appui du 1er bataillon. Réserves : six compagnies du 54e RI. Liaisons : à gauche avec le 106e RI.
- Phases

18 mars
15 h 15 : tir de préparation. Durée : 45 min
16 h 5 : débouché du 132e RI
16 h 20 : les premiers éléments prennent pied sur le mamelon C.
17 h : la réaction allemande ne permet pas d'aller plus loin.
19 h : les 132e RI et 302e RI sont à mi-chemin entre les points O et X.
19 mars
4 h 45 : reprise de l'attaque française. Stoppée par les mitrailleuses allemandes du point X.
8 h 30 : tir d'artillerie française du point N à la corne est du bois des Sapins.
9 h 25 : reprise de l'attaque française. Échec.
10 h : contre-attaque allemande. Échec.
11 h : lignes toujours stabilisées à mi-chemin entre N et X.
12 h : après un appui de l'artillerie, nouvelle attaque française. Échec.
16 h : appui d'artillerie et attaque française. Échec.
20 mars
4 h : reprise de l'attaque française.
10 h : la 12e DI demande à la 24e brigade d'organiser ses positions.
- Attaques des 27 et 28 mars 1915[5].

En date du 20 mars :
- Objectif primaire : s’emparer de l’éperon est afin d’avoir des vues directes sur les secondes lignes allemandes.
- Objectif secondaire : s’emparer du bastion ouest et de la courtine reliant les deux bastions.
- Situation allemande : la batterie de 305 mm installée à Woël bat la crête des Éparges. Avec les mortiers de 280 mm, elle interdit toute installation de troupes françaises au sommet de l’éperon.
- Situation française : il est impératif dans un premier temps de réaliser des abris aptes à résister à cette artillerie lourde, et dans un second temps, de réduire ces batteries au silence.

Articulation : appuyée par la division de marche de Verdun et l’artillerie de la place, la 12e DI sera en mesure d’attaquer à compter du 25 mars.
En date du 25 mars, ordre à la 12e DI :
Objectif : portion des deux tranchées parallèles.
Limite droite : boyau T et le point K zéro.
Limite Gauche : Corne Sud-est du bois.
Limite de l’attaque : au-delà de la dernière tranchée jusqu’à la crête militaire, afin de battre les pentes sur Combres.
Unités concernées : 25e bataillon de chasseurs à pied, 54e RI. Appui : 106e RI et 132e RI, Génie des 6e et 14e bataillon du Génie.
Heure de l’attaque : 16 h.
- Réalisation :

27 mars :
17 h, les objectifs sont presque tous atteints.
21 h, les 106e RI et 132e RI avec le Génie réorganisent le terrain.
21 h 30 : contre-attaque allemande.
28 mars :
4 h : le maintien sur les positions conquises est impossible et la 12e DI doit céder le terrain conquis la veille.
5 avril – 4 août, engagée sur place dans la 1re bataille de Woëvre :
les attaques des 5, 6, 8 et 9 avril.
En date du 4 avril : 
ordre à la 12e D.I : objectif : partant de la base B, sape 11, N et O, atteindre le mamelon C et la crête D - X où ils s’installeront. Ces régiments auront en outre à assurer la garde des tranchées de première ligne…
Limite droite : boyau T et le point K zéro.
Limite Gauche : Corne sud-est du bois.
Limite de l’attaque : au-delà de la dernière tranchée jusqu’à la crête militaire, afin de battre les pentes sur Combres-sous-les-Côtes.
Unités concernées : 24e brigade (106e RI et 132e RI). Aux ordres du Gal Cdt la 12e DI : les deux bataillons restants du 67e RI (tranchée de Calonnes) et le 25e BCP (Rupt-en-Woëvre)
Appui : la 24e brigade sera renforcée d’un bataillon du 67e RI, en réserve sur la crête de Montgirmont, du groupe d’artillerie de campagne du 46e RA de la côte des Hures, et des compagnies du Génie 6/4, 6/4 bis, 6/5 et 4/13.
Articulation : 106e RI à droite, formation triangle pointe en avant, de B et sape 11, ayant pour objectif du mamelon C au point D, crête militaire incluse.
132e RI à gauche, même formation, à partir de la ligne N, I et O’, ayant pour objectif les points E’, K et X (point X en deuxième objectif). Pivot des 106 et 132e RI: point D2.
En date du 5 avril :
Articulation : 132e RI : bataillon d’attaque : 1er bataillon (commandant Rayer), 2e bataillon (commandant Girard) en appui et liaison avec le 106e RI (compagnies 2/6 et 2/7), 3e bataillon (capitaine Caillet) renforcé de la Cie 2/5, à la garde aux tranchées.
15 h : tirs de préparation.
15 h 30 : les régiments rejoignent les bases de départ.
16 h : début de l’attaque. Les 106e RI et 132e RI débouchent. L’aile gauche (106e RI) parvient à progresser. L’aile droite (132e RI) dans un premier temps, reste clouée au sol, puis avance malgré la puissance du feu ennemie (position allemande fortement renforcée dans la nuit du 4 sur sa ligne D, E, I, X). Les combats au corps à corps s’engagent sur le point D, mais les 6e et 8e compagnies, sur un terrain découvert, sont contraintes au repli et s’abritent entre les sapes 10 et 11.
18 h : les 6e et 8e compagnies repartent à l’attaque, 6e compagnie en tête.
19 h 30 : le 1er bataillon s’accroche toujours aux points I et E. La 11e compagnie est contrainte d’arrêter le combat (armement hors-service à cause de la boue).
21 h : forte contre-attaque allemande sur les points I et E. Elle est dispersée par le 1er bataillon.
23 h (heure non précisée avec exactitude) : deuxième contre-attaque allemande également repoussée, mais reste accrochée sur les positions du 1er bataillon et reste au contact.
En date du 6 avril :
4 h : les 11e et 12e compagnies du 67e RI renforcées à gauche par la 7e compagnie du 132e RI s’appuyant sur le 1er bataillon du 132e RI (commandant Rayer), traversent les positions tenues et partent à l’assaut des points X et I. Les 6e et 8e compagnies (132e RI) attaquent sur I, E et D. L’attaque est clouée par des tirs de mitrailleuse allemandes venant des points X et K. Les deux compagnies du 67e RI qui attaquèrent le point X le 6 avril à 4 h font partie du 3e bataillon (bataillon Arth).
La compagnie de droite (compagnie Thil : 12e compagnie) marche vers les points S et F.
La compagnie de gauche (compagnie Duval : certainement la 11e compagnie) progresse vers la tranchée alpha.
4 h 30 : les unités françaises étant maintenues sur leurs lignes, violente contre-attaque allemande sur le mamelon C et le point D2 (jonction des 106e RI et 132e RI). Les rapports de force étant trop inégaux, les Allemands, au combat au corps à corps, reprennent le mamelon C.
15 h : violents tirs de barrage de l’artillerie française sur les points C, D, E.
16 h : contre-attaque française. Le 106e RI reprend le mamelon C, le 132e RI (renforcé du 1er bataillon (commandant Duffié) du 67e R.I reprend la ligne D, E, puis la ligne I, S. Les Allemands reculent, le 132e RI avance jusqu’à D2. Le bataillon Rayer et les 6e et 8e compagnies du 132e RI atteignent le versant sud.
16 h : le 1er bataillon du 67e (bataillon Duffie, donc la 4e compagnie), marche sur X et I puis sur X et K appuyé par les deux compagnies du bataillon Arth.
En date du 7 avril :
4 h 15 : violentes contre-attaque allemande. Les deux R.I ne peuvent plus bénéficier de l’appui de l’artillerie française (les lignes de front sont trop imbriquées).
7 h : les Unités françaises sont contraintes au repli.
9 h 10 : ordre est donné au 25e B.C.P de monter en ligne.
13 h 15 : tirs de barrage de l’artillerie allemande suivi, dans la foulée, d’une contre-attaque allemande face au 106e RI et 132e R.I. Débordé, le 106e R.I perd à nouveau le Mamelon C. Mais la contre-attaque est enrayée.
15 h 30 : les 106 et 132e RI R.I reçoivent l’ordre de repartir à l’assaut appuyés par le 25e B.C.P plus toutes les réserves des 106e RI, 132e RIet 67e R.I.
16 h 30 : le Lcl Barjonnet, commandant le 106e RI est blessé au combat.
16 h 45 : l’heure de l’assaut est reportée.
17 h 15 : le Cdt Rayer est blessé au combat.
17 h 30 : l’assaut est définitivement reporté au lendemain.
19 h : les Français, le 7 avril, sont presque ramenés sur leurs bases du 5 avril.
23 h : le 106e RI R.I tente des contre-attaques, sans succès.
En date du 8 avril :
8 h : l’artillerie française commence le pilonnage du Mamelon C, et des tranchées tenues par les Allemands.
9 h : le 106e RI et le 25e BC.P en 1re ligne soutenus par le 132e RI commandé par le Lcl Maurel. Reprise des combats. Les duels d’artillerie continueront toute la journée.
9 h 10 : Le Mamelon C est définitivement repris, puis les Points D, E, et I.
Le 9 avril, enlèvement de la crête des Éparges, puis stabilisation du front.
Le 17 avril : « Nous avons attaqué le matin, à l'arme blanche tant il pleuvait, tant la boue se creusait et montait, happant les hommes, collant aux armes, enrayant les culasses des fusils. Les nôtres se sont battus tout le jour, chassés à coup de grenades, revenant à l'attaque, chassés encore et revenant toujours. Ils se sont battus jusqu'à la nuit. »

## Bilan

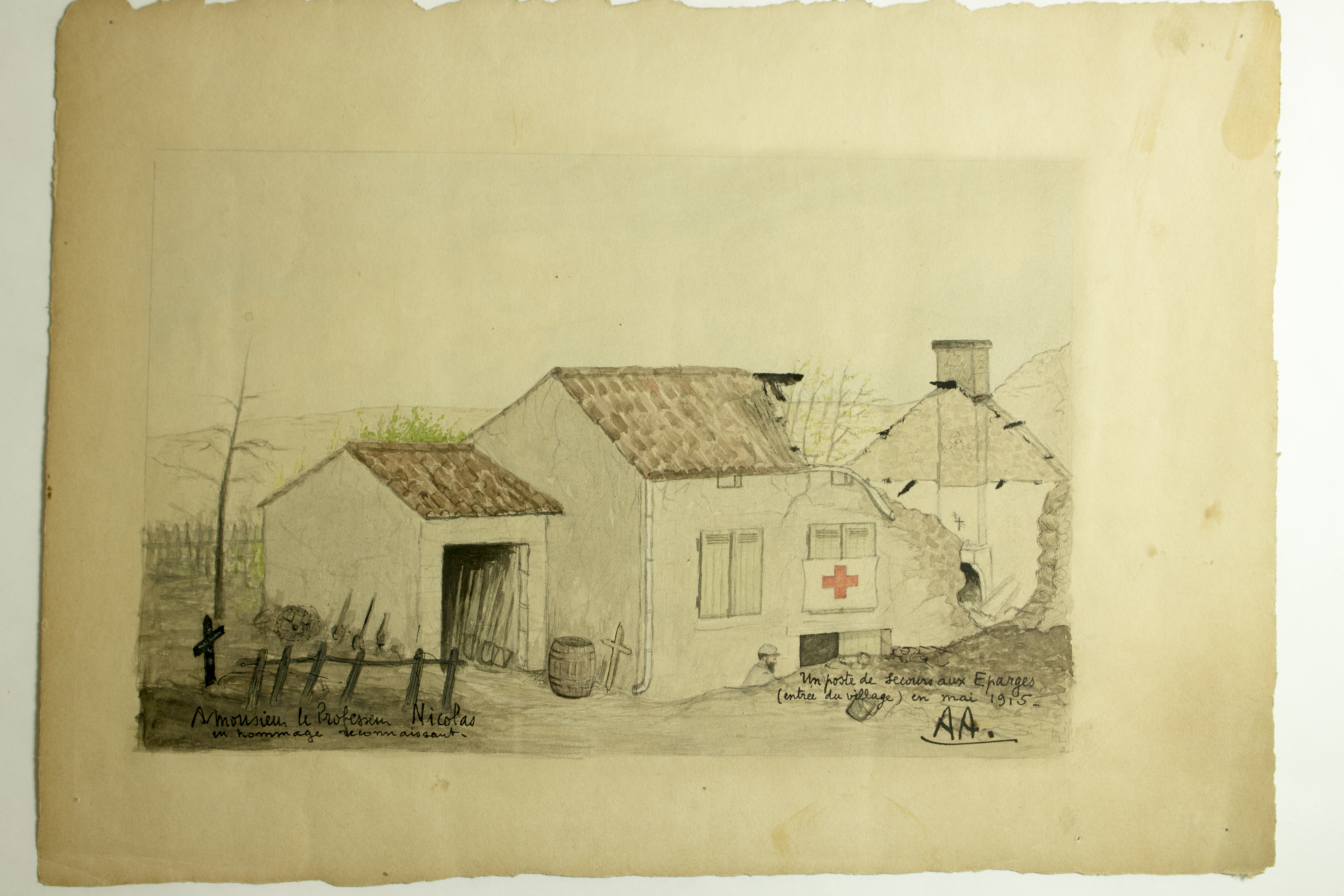
Poste de secours aux Éparges (entrée du village) en mai 1915

Après trois mois de combats extrêmes pour l'infanterie des deux parties, dans la boue, sous le pilonnage incessant de l'artillerie des deux camps, les Français possèdent, dans des conditions précaires, la plus grande partie de la crête des Éparges excepté le point X. Il est pour eux impossible d'y établir des postes pour l'artillerie, but de la bataille. Ces combats coûtent environ 12 000 pertes (tués, blessés et disparus) pour les deux camps, pour des résultats quasi nuls. Les combats dans cette région se transforment en guerre des mines jusqu'en avril 1917. Au cours de cette période, 46 mines allemandes et 32 mines françaises explosent sur une longueur de front de 800 mètres sans modifier la ligne de front.

## Décorations et hommages
« LES EPARGES 1915 » est inscrit sur le drapeau des régiments cités lors de cette bataille.
Tous les soldats français qui ont combattu aux Éparges entre septembre 1914 et avril 1915, ont reçu un diplôme de reconnaissance pour leurs combats effectués dans cette région, signé du général Herr, commandant le 6e corps d'armée et du général Roques, commandant la Ire armée. Ce document est nominatif et reprend les citations de la 12e division d'infanterie et du 25e bataillon de chasseurs à pied.
Chaque lundi de Pâques, une cérémonie commémore les séries d'attaques lancées vers la crête des Éparges, organisée par le comité cantonal de Fresnes-en-Woëvre et la municipalité des Éparges. Cette cérémonie rappelle une page d'histoire : en quelques jours, les régiments français perdirent plus de 5 000 hommes, tués, blessés, ou disparus, appartenant pour un grand nombre d'entre eux aux régiments de la 12e division d'infanterie de Reims (132e de Reims, 106e de Chalons et 25e bataillon de chasseurs à pied d’Épernay et Saint-Mihiel). Hommage est ainsi rendu à tous les combattants morts sur ce haut lieu de mémoire, pendant les quatre années de la Grande Guerre. Lors de ces assauts, ils furent tués, engloutis dans la boue des Éparges, déchiquetés par les mines dont les immenses cratères ponctuent la montée vers le sommet de la crête.

## Personnalités ayant participé à la bataille des Éparges
- L'écrivain français Maurice Genevoix, sous lieutenant au 106e R.I. a participé aux combats des Éparges où il fut blessé. Il a témoigné de la bataille dans son ouvrage, Les Éparges.
- Le journaliste et écrivain Maurice Desclers (connu aussi sous son nom de plume Paul Bail), mort le 18 février 1915[8],[9].
- Robert Porchon, un ami du romancier Maurice Genevoix (1890-1980) qui lui dédie son livre Sous Verdun, mort aux Éparges le 20 février 1915.
- Frédéric Chevillon, maire d'Allauch et député des Bouches-du-Rhône, est tué au combat le 21 février 1915 à 36 ans. Il s'agit du cinquième député mort pour la France[10],
- Le sculpteur Georges Saupique y est blessé le 18 mars 1915.
- Ernst Jünger, auteur des Orages d'acier a également participé à cette bataille, où il reçoit sa première blessure.
- Eugène-Emmanuel Lemercier, artiste peintre, sergent au 106e R.I., porté disparu le 6 avril 1915, aux Éparges.
- L'écrivain Louis Pergaud, prix Goncourt (1910) et auteur de La Guerre des boutons, y est mort le 8 avril. Il a laissé une description de sa participation à cette bataille dans un recueil posthume de sa correspondance à sa femme (1907-1915) « Lettres à Delphine ».
- Le lieutenant Théodore Meynadier, tué le 7 avril 1915 à la bataille des Éparges, père du capitaine Roger Meynadier (1914-1944), résistant français.
- Le théologien jésuite, Pierre Rousselot, est mort lors de la bataille des Éparges (25 avril 1915).
- Maurice Bedel y fut blessé en mai 1915.
- Le compositeur et chef d'orchestre Albert Wolff a servi aux Éparges comme brancardier lors de la bataille du printemps 1915, et y a écrit la partition In Paradisium en hommage aux camarades tombés autour de lui.

## Pour approfondir